# Црква Светог великомученика Георгија у Радаљеву
Црква Светог великомученика Георгија у Радаљеву, насељеном месту на територији општине Ивањица, припада Епархији жичкој Српске православне цркве.
Црква посвећена Светом великомученику Георгију налази се на сеоском гробљу у Радаљеву. Према предању, најстарија је црква у овом крају и често се везује за име „Црква Јања”, која се помиње у старим средњовековним списима. Обновљена је 1810. године, али се не зна тачно време градње првобитног храма.
Храм је једнобродна је грађевина са великом полукружном апсидом. Над средишњим делом храма се уздиже купола, која је постављена на лукове односно пиластер. Пажњу скрећу пластично обрађени довратници на северним вратима, који су по свој прилици грађени од старих надгробних споменика. Живопис је скоро потпуно уништен, осим две иконе из 19. века.